# Бања (Стропков)
Бања (слч. Baňa) насељено је мјесто са административним статусом сеоске општине (слч. obec) у округу Стропков, у Прешовском крају, Словачка Република.

## Становништво
| Година:    | 1994. | 2004.   | 2014.   | 2024.    |
| ---------- | ----- | ------- | ------- | -------- |
| Број људи: | 202   | 192     | 181     | 202      |
| Разлика:   |       | -4,95 % | -5,72 % | +11,60 % |

| Година:    | 2023. | 2024.   |
| ---------- | ----- | ------- |
| Број људи: | 198   | 202     |
| Разлика:   |       | +2,02 % |

Према подацима о броју становника из 2024. године насеље је имало 202 становника.